# Nové Hony
Nové Hony (hongrois : Kétkeresztúr) est un village de Slovaquie situé dans la région de Banská Bystrica.

## Histoire
La première mention écrite du village date de 1332.
La localité fut annexée par la Hongrie après le premier arbitrage de Vienne le 2 novembre 1938. En 1938, on comptait 239 habitants dont 3 d'origine juive. Elle faisait partie du district de Lučenec (hongrois : Losonci járás). Le nom de la localité avant la Seconde Guerre mondiale était Kerestúry/Kétkeresztúr. Durant la période 1938 - 1945, le nom hongrois Kétkeresztúr était d'usage. À la libération, la commune a été réintégrée dans la Tchécoslovaquie reconstituée.

## Démographie

### Évolution de la population
| Année:               | 1994. | 2004.   | 2014.   | 2024.   |
| -------------------- | ----- | ------- | ------- | ------- |
| Nombre de personnes: | 185   | 195     | 184     | 178     |
| Différence:          |       | +5,40 % | -5,64 % | -3,26 % |

| Année:               | 2023. | 2024.   |
| -------------------- | ----- | ------- |
| Nombre de personnes: | 182   | 178     |
| Différence:          |       | -2,19 % |